# Winston-Salem Open 2019
Winston-Salem Open 2019 — тенісний турнір, що проходив на кортах з твердим покриттям у місті Вінстон-Сейлем, США з 19 серпня. Належав до категорії ATP Tour 250.

## Фінальна частина

### Одиночний розряд
Губерт Гуркач —  Бенуа Пер 6–3, 3–6, 6–3

### Парний розряд
Лукаш Кубот /  Марсело Мело —  Ніколас Монро /  Тенніс Сендгрен /  6–7(6–8), 6–1, [10–3]